# Jaroslav Polach
Jaroslav Polach (* 26. Juni 1981) ist ein slowakischer Poolbillardspieler.

## Karriere
Im März 2004 belegte Jaroslav Polach bei der Europameisterschaft den 17. Platz im 8-Ball. Nachdem er 2008 im 8-Ball und im 14/1 endlos die Runde der letzten 32 erreicht hatte, gelang ihm bei der EM 2009 im 9-Ball sowie im 14/1 endlos erstmals der Einzug ins Achtelfinale, das er gegen Niels Feijen beziehungsweise Šandor Tot verlor. 2011 erreichte Polach im 8-Ball und im 9-Ball das Achtelfinale, 2012 schied er in allen vier Disziplinen im Sechzehntelfinale aus. Bei der EM 2015 erreichte er das Achtelfinale im 14/1 endlos und unterlag dort dem Spanier Francisco Díaz-Pizarro.
Polach wurde bislang 23-mal slowakischer Meister.
2010 war er Teil der slowakischen Mannschaft, die bei der Team-Weltmeisterschaft in der Vorrunde ausschied.